# Simon Parmet
Pour les articles homonymes, voir Pergament.
Simon Parmet (né Simon Pergament le 26 octobre 1897 à Helsinki où il est mort le 20 juillet 1969) est un compositeur, chef d'orchestre, pianiste et écrivain finlandais,.

## Carrière

### Formation
Simon Parmet a commencé sa carrière de musicien à l'âge de 15 ans, alors qu'il était pianiste à l'Orchestre philharmonique d'Helsinki.
Il étudiera plus tard auprès d'Alexandre Glazounov au Conservatoire de Saint-Pétersbourg.
Après la Révolution russe il étudiera a l'Institut de musique d'Helsinki  et au Conservatoire de Berlin.
À Helsinki, ses professeurs étaient Erik Furuhjelm et Erkki Melartin.
Simon Parmet a passé une grande partie de ses premières années en Finlande à étudier sous la direction du compositeur Jean Sibelius.
Simon Parmet a été fortement influencé par son professeur et dirigera de nombreuses œuvres de Sibelius tout au long de sa carrière, comme la première américaine de Luonnotar en 1952.

### Opéra, chant choral
Dans sa carrière, Simon Parmet a été chef d'orchestre d'opéra en Allemagne, pour l'Opéra national de Finlande et chef d'orchestre de l'Orchestre symphonique de la radio finlandaise.
Simon Parmet a fondé le chœur Akateeminen Laulu (fi), dont il fut le premier directeur (1953-1954).
Pendant sa période en Amérique, il fut directeur du chœur finlandais masculin de New York.
À Helsinki il fonde avec ses collègues l'Association des chorales juives (Judiska Sångföreningen – Juutalainen Laulukuoro).
Simon Parmet a arrangé plusieurs dizaines de chansons folkloriques yiddish traditionnelles d'Europe de l'Est pour la chorale qu'il dirigeait. 
Il compose également de la musique originale, dont la pièce chorale Eyli, Eyli (Mon Dieu, mon Dieu), marquée comme opus 5, de 1919.

### Direction d'orchestre
En 1928, Simon Parmet devient chef d'orchestre à l'Opéra national de Finlande.
Il a travaillé plusieurs années comme chef d'orchestre à Kiel.
En 1938, Parmet fut invité par le violoniste polonais Bronisław Huberman à diriger l'Orchestre symphonique de Palestine,. 
En 1941, Simon Parmet voyagea avec sa famille aux États-Unis où il resta le reste de la seconde guerre mondiale.
Parmet a dirigé de nombreux orchestres à travers les États-Unis au cours des années 1940, comme la direction répétée de l'Orchestre philharmonique de New York au Carnegie Hall, de l'Orchestre symphonique d'El Paso, et de l'Orchestre philharmonique de Louisville,.
En plus de présenter les œuvres de Sibelius à l'Amérique, il partageait souvent de nombreuses œuvres d'artistes finlandais qui étaient culturellement obscures pour les Américains, comme sa direction à Philadelphie en 1952 des Esquisses symphoniques d'Ahti Sonninen (fi).
Simon Parmet retourna en Finlande en 1949 après avoir reçu un poste de chef d'orchestre de l'Orchestre symphonique de la radio finlandaise, à l'Opéra national de Finlande.
Simon Parmet sera chef d'orchestre de l'Orchestre symphonique de la radio finlandaise (1948-1953).

### Composition
Au cours de l'hiver 1940, Simon Parmet composa la musique de la pièce Mère Courage et ses enfants de Bertold Brecht.
Bertold Brecht vivait alors en exil à Helsinki.
En 1956, il arrangea un troisième recueil de dix chansons folkloriques yiddish pour la Jewish Choir Association.
En 1962, il compose la musique de film pour Pikku Pietarin piha dont l'orchestre est l'orchestre de divertissement de la radio finlandaise.
Il a également composé la musique du film Nukkekauppias ja kaunis Lilith (1955) réalisé par Jack Witikka (fi).

### Enregistrements
Simon Parmet a réalisé ses premiers enregistrements à Berlin en 1929. Les enregistrements réalisés sous sa direction figurent dans les archives des enregistrements de Yleisradio, notamment la Symphonie n° 2 d'Einar Englund (1951), les Ekspressioita orkesterille de Bengt Johansson (fi) (1953) et le Stabat mater de Toivo Kuula (1953).

## Vie personnelle
Dans les années 1940, Parmet a temporairement quitté la Finlande pour Elmira, New York et Washington, D.C. en dirigeant des orchestres aux États-Unis,.
Bien qu'il n'ait pas vécu le reste de sa vie aux États-Unis, il est devenu citoyen naturalisé en 1942 avec son épouse Vera.
Pendant son séjour aux États-Unis, Parmet a travaillé comme chef du département de musique à la Margaret Hall School de Versailles, Kentucky.
Simon Parmet est enterré au cimetière juif d'Helsinki.
Son frère Moses Pergament était compositeur et critique musical et il vivait à Stockholm.
Sa nièce Erna Tauro est compositrice et pianiste.

## Livres de Simon Parmet
Simon Parmet a publié les livres suivants : 
- (sv) Sibelius symfonier: en studie i musikförståelse, Söderström, 1955, 145 p.[18],[19],[20]
- (sv) Con amor om musik och mästare, Söderström, 1960, 251 p.[21]
- (fi) Sävelestä sanaan: esseitä, WSOY, 1962, 311 p.[22]
- (sv) Genom fönsterrutan: essäer om konst och musik och andra uppsatser, Söderström, 1964, 213 p.[23]

## Prix et reconnaissance
- Helsingin kulttuuripalkinto1969[24]